# Green River (álbum)
Green River é o terceiro álbum de estúdio da banda Creedence Clearwater Revival, lançado em 1969.

## Faixas
Todas as composições são de John Fogerty, exceto as anotadas.
Este álbum contém o single de grande sucesso da banda Bad Moon Rising.
| N.º            | Título                             | Letras                                   | Duração |  |
| 1.             | "Green River"                      |                                          | 2:36    |  |
| 2.             | "Commotion"                        |                                          | 2:44    |  |
| 3.             | "Tombstone Shadow"                 |                                          | 3:39    |  |
| 4.             | "Wrote a Song for Everyone"        |                                          | 4:57    |  |
| 5.             | "Bad Moon Rising"                  |                                          | 2:21    |  |
| 6.             | "Lodi"                             |                                          | 3:13    |  |
| 7.             | "Cross-Tie Walker"                 |                                          | 3:20    |  |
| 8.             | "Sinister Purpose"                 |                                          | 3:22    |  |
| 9.             | "The Night Time Is the Right Time" | Napoleon Brown, Ozzie Cadena, Lew Herman | 3:08    |  |
| Duração total: | Duração total:                     | Duração total:                           | 28:47   |  |

| Bônus da Edição de 40 Anos |                                                            |                |         |  |
| N.º                        | Título                                                     | Letras         | Duração |  |
| 1.                         | "Broken Spoke Shuffle"                                     |                | 2:39    |  |
| 2.                         | "Glory Be"                                                 |                | 2:47    |  |
| 3.                         | "Bad Moon Rising" (Live in Berlin, Germany, 9/16/71)       |                | 2:07    |  |
| 4.                         | "Green River-Susie Q" (Live in Stockholm, Sweden, 9/21/71) |                | 4:27    |  |
| 5.                         | "Lodi" (Live in Hamburg, Germany, 9/17/71)                 |                | 3:19    |  |
| Duração total:             | Duração total:                                             | Duração total: | 44:45   |  |

## Créditos

### Banda
- Doug Clifford: bateria
- Stu Cook: baixo e vocal de apoio
- John Fogerty: guitarra principal e vocal
- Tom Fogerty: guitarra rítmica e vocal de apoio

### Produção
- John Fogerty: produtor
- Russ Gary: engenheiro de gravação
- Tamaki Beck: supervisor de masterização
- Kevin Gray, Steve Hoffman: masterização
- Basul Parik: fotografia

## Recepção e crítica
| Críticas profissionais | Críticas profissionais |
| Avaliações da crítica  | Avaliações da crítica  |
| Fonte                  | Avaliação              |
| ---------------------- | ---------------------- |
| Allmusic               | [ 3 ]                  |
| Rolling Stone          | [ 4 ]                  |

Stephen Thomas Erlewine, crítico do Allmusic.com, disse que o álbum "representa o clássico som da banda em seu auge".
Foi considerado, pela Revista Rolling Stone, o 95º melhor álbum de todos os tempos, na publicação 500 Greatest Albums of All Time.